# Christopher Antwi-Adjei
Christopher Antwi-Adjei (Hagen, 7 febbraio 1994) è un calciatore tedesco naturalizzato ghanese, centrocampista dello Schalke 04.

## Caratteristiche tecniche
Giocatore che fa della velocità e l'esplosività le sue caratteristiche migliori, letale nei contropiedi e pericoloso sulla fascia. Nasce come esterno sinistro di centrocampo ma può giocare anche a destra e come esterno offensivo su entrambe le fasce

## Carriera

### Club
Ha esordito in Bundesliga il 17 agosto 2019 disputando con il Paderborn nell'incontro perso 3-2 contro il Bayer Leverkusen.

### Nazionale
Nato in Germania, ha scelto di rappresentare il Ghana (nazionale delle sue origini), da cui è stato convocato per la prima volta il 13 novembre 2019.